# Maghadena boby
Maghadena boby là một loài bướm đêm trong họ Noctuidae.